# Commandement Canada
Vous lisez un « bon article » labellisé en 2011.
Le Commandement Canada ou COMCAN (Canada Command en anglais) était l'un des sept commandements des Forces canadiennes de 2006 à 2012. Il fait maintenant partie du Commandement des opérations interarmées du Canada. Son rôle est de coordonner toutes les opérations nationales et continentales, c'est-à-dire toutes les opérations se déroulant au Canada et en Amérique du Nord. Ces opérations incluent des patrouilles de sécurité et de souveraineté, des réponses en cas de catastrophe naturelle, la recherche et sauvetage et le soutien aux autorités civiles pour le maintien de l'ordre et lors d'événements publics majeurs. Le COMCAN a la responsabilité de maintenir des effectifs et des ressources au sein des trois éléments des Forces canadiennes, l'Armée, l'Aviation et la Marine, en constante alerte et d'élaborer des plans de contingence afin de pouvoir agir rapidement en cas de besoin. Les six forces opérationnelles interarmées régionales et les trois régions de recherche et sauvetage du COMCAN couvrent l'ensemble du territoire canadien incluant le Nord canadien qui devient de plus en plus la priorité des Forces canadiennes.

## Rôle
Le Commandement Canada est responsable de toutes les opérations nationales et continentales des Forces canadiennes. Sa mission principale est de prévenir et de contrer les menaces à la sécurité nationale. Il voit à la défense des Canadiens au Canada d'abord puis à la sécurité de l'Amérique du Nord avec le principal allié du Canada, les États-Unis. Il s'acquitte de cette responsabilité en effectuant des patrouilles de sécurité et de souveraineté ainsi qu'en surveillant les voies d'approche maritimes,. De plus, il soutient les autorités civiles du Canada au besoin. En fait, il est l'unique point de contact pour les autorités civiles et les organisations de maintien de l'ordre lorsqu'elles ont besoin de l'aide des Forces canadiennes,. Il vient particulièrement en aide aux autorités civiles lors de catastrophes naturelles, de situations d'urgence et d'événements publics majeurs comme les Jeux olympiques d'hiver de 2010 à Vancouver et les sommets du G8 et du G20 en 2010 en Ontario,,.
Il s'agit d'un commandement opérationnel qui travaille de concert avec les trois commandements environnementaux, l'Armée, l'Aviation et la Marine, pour mener ses missions. En fait, le rôle du COMCAN est de maintenir des forces des trois éléments en état d'alerte constant et de rédiger des plans de contingence pour une multitude de scénarios afin de pouvoir réagir rapidement aux besoins du gouvernement canadien,. De plus, le COMCAN maintient une étroite relation avec son homologue américain, l'United States Northern Command, et les autorités civiles comme Sécurité publique Canada,. Il travaille également en collaboration avec le Commandement de la défense aérospatiale de l'Amérique du Nord (NORAD).
Le COMCAN coordonne également les opérations de recherche et sauvetage au niveau fédéral. Les centres conjoints de coordination des opérations de recherche et sauvetage peuvent déployer des vaisseaux de la Garde côtière canadienne et des ressources spécialisées des Forces canadiennes comprenant principalement des éléments du Commandement aérien. D'ailleurs, plusieurs escadrons de la Force aérienne du Canada sont spécialisés pour la recherche et sauvetage. Le COMCAN et le secrétariat national de recherche et sauvetage sont également responsables du système de surveillance des balises de détresse Cospas-Sarsat au Canada, système opéré au Centre canadien de contrôle de mission Trenton, basé sur la base des Forces canadiennes du même nom.
Par le biais de ses forces opérationnelles interarmées régionales, le COMCAN effectue aussi des opérations de routine en plus de ces missions en cas d'urgence et de besoin. Ces opérations de routine comprennent le soutien à la Gendarmerie royale du Canada pour l'éradication de la marijuana, le soutien à Pêches et Océans Canada pour effectuer des patrouilles en mer, le soutien à Parcs Canada pour le contrôle des avalanches et le soutien au gouvernement fédéral pour la souveraineté en effectuant des patrouilles,. Il collabore également avec les États-Unis pour combattre le trafic de drogues dans les Caraïbes et dans l'est de l'océan Pacifique afin d'éviter que ces stupéfiants ne se rendent au Canada.

## Structure

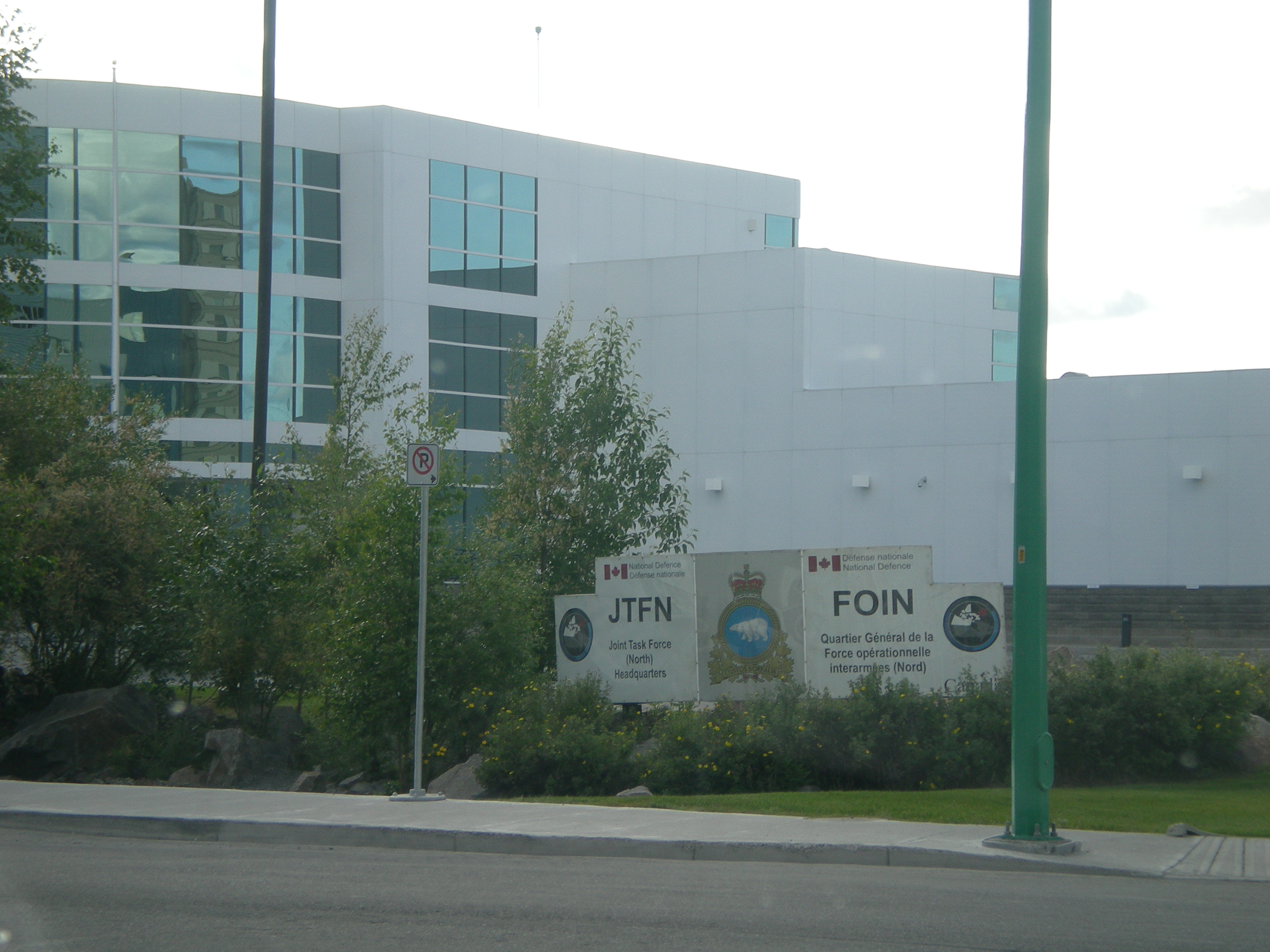
Quartier général de la FOI Nord à Yellowknife

Le Commandement Canada relève directement du chef d'état-major de la Défense et son quartier général est situé à Ottawa en Ontario. Il est commandé par le lieutenant-général Walter Semianiw, CMM, CSM, CD depuis juillet 2010. Son commandant adjoint est le brigadier-général J.A.G. Champagne, OMM, CD, son chef d'état-major est le brigadier-général J.C. Collin, OMM, CD et son adjudant-chef est l'adjudant-chef M.J.Y. Ouellet, MMM, CD,,,. Le COMCAN est divisé en six forces opérationnelles interarmées (FOI) et en trois régions de recherche et sauvetage (RSS) qui couvrent l'ensemble du territoire canadien,. Les RSS opèrent à partir de centres conjoints de coordination des opérations de sauvetage (CCCOS).
| FOI            | Base        | Province ou territoire    | Zone de responsabilité                                           | Commandant                       |
| -------------- | ----------- | ------------------------- | ---------------------------------------------------------------- | -------------------------------- |
| FOI Nord       | Yellowknife | Territoires du Nord-Ouest | Territoire canadien au nord du 60e parallèle                     | Brigadier-général Guy Hamel      |
| FOI Pacifique  | Esquimalt   | Colombie-Britannique      | Colombie-Britannique et approches maritimes du Pacifique         | Contre-amiral Nigel Greenwood    |
| FOI Ouest      | Edmonton    | Alberta                   | Prairies                                                         | Brigadier-général Paul Wynnyk    |
| FOI Central    | Toronto     | Ontario                   | Ontario                                                          | Brigadier-général Fred Lewis     |
| FOI Est        | Montréal    | Québec                    | Québec                                                           | Brigadier-général Alain Tremblay |
| FOI Atlantique | Halifax     | Nouvelle-Écosse           | Provinces de l'Atlantique et approches maritimes de l'Atlantique | Contre-amiral David Gardam       |

Les commandants des FOI ont l'autorité d'utiliser et de déployer de manière immédiate les ressources et les militaires des commandements environnementaux de leur région respective en cas de besoin. En effet, le Commandement Canada utilise les effectifs de l'armée, de l'aviation et de la marine lorsqu'il y a une situation d'urgence comme une catastrophe naturelle et ceux-ci sont placés sous le commandement du commandant d'une FOI régionale.
| Centre         | Province             | Zone de responsabilité                          |
| -------------- | -------------------- | ----------------------------------------------- |
| CCCOS Victoria | Colombie-Britannique | Zone maritime du Pacifique et l'Ouest canadien  |
| CCCOS Trenton  | Ontario              | Centre du Canada et l'Arctique                  |
| CCCOS Halifax  | Nouvelle-Écosse      | Zone maritime de l'Atlantique et l'Est canadien |

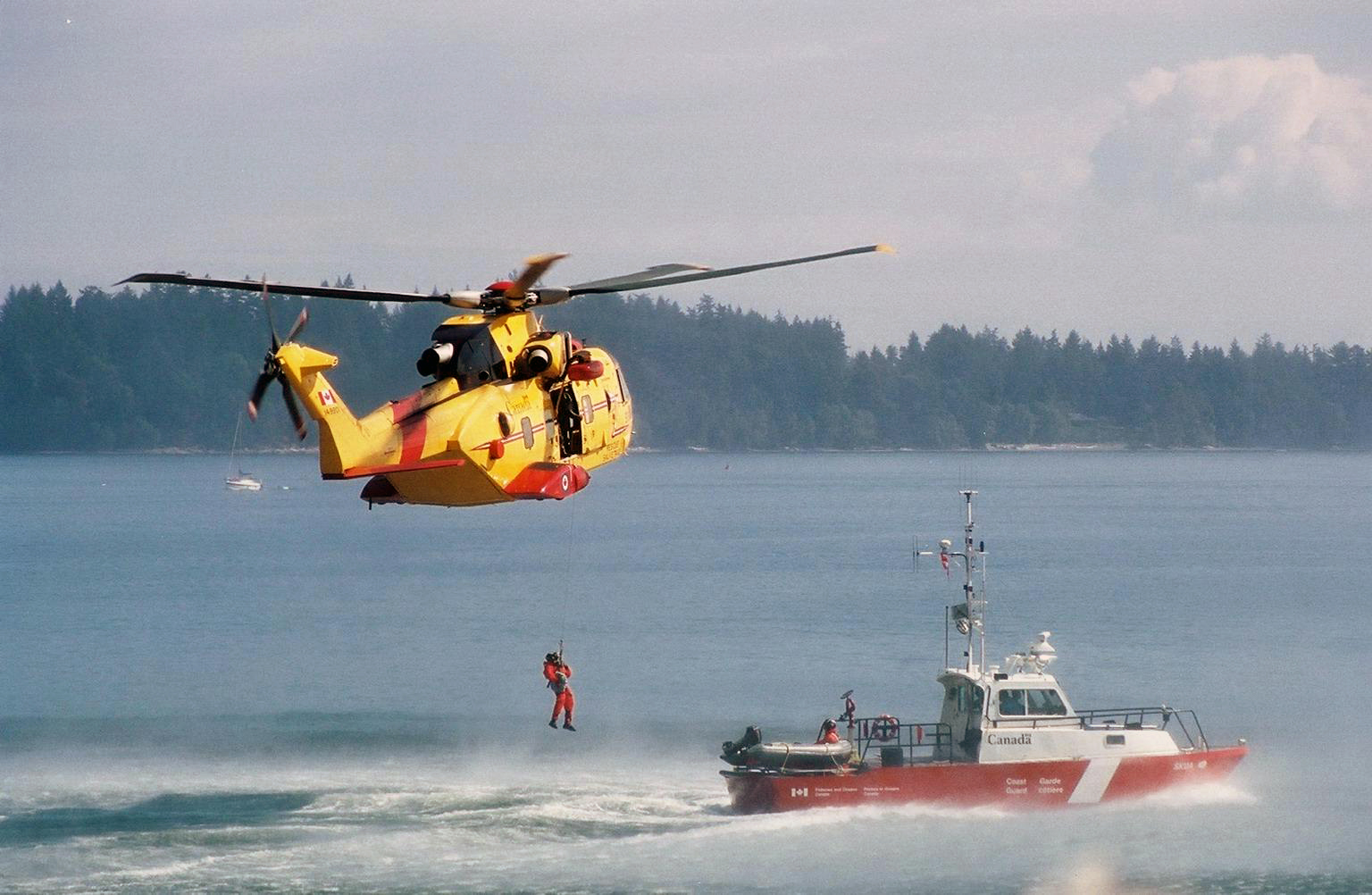
Un hélicoptère Cormorant et un navire de la Garde côtière canadienne

Les équipages militaires de recherche et sauvetage sont composés de techniciens en recherche et sauvetage, des paramédics avancés en traumatologie et entraînés en techniques de sauvetage dans des conditions hostiles caractéristiques du milieu sauvage canadien, comme le Grand Nord. Ces spécialistes sont également des parachutistes et suivent un entraînement de plongée, d'escalade et de rappel. 145 techniciens en recherche et sauvetage travaillent pour le Commandement aérien. Chaque année, ils effectuent plus de 1 100 sorties.

## Histoire
Le Commandement Canada a été créé le 1er février 2006 lors d'une transformation des Forces canadiennes. Les FOI régionales placées sous son contrôle existaient déjà,. Avant la création du COMCAN, les opérations nationales étaient directement assignées aux trois commandements environnementaux, l'armée, l'aviation et la marine. De par sa nature régionale et sa dispersion sur l'ensemble du territoire canadien, la Force terrestre était devenue le point de contact principal pour les autorités civiles qui nécessitaient le soutien des Forces canadiennes. Elle avait donc créé une cellule afin de coordonner les efforts déployés à cet effet. Ce sont les catastrophes naturelles comme le verglas massif de janvier 1998 et l'ouragan Katrina de 2005 ainsi que les attentats du 11 septembre 2001 qui ont montré le besoin d'avoir une organisation élaborée pour interagir avec les agences civiles pour la sécurité du Canada et pour coordonner les efforts plus efficacement avec les États-Unis pour la sécurité continentale,. Le Commandement Canada a fourni le soutien militaire pour la sécurité lors des Jeux olympiques d'hiver en février 2010 à Vancouver et lors des sommets du G8 et du G20 respectivement à Huntsville et à Toronto en juin 2010,. Il a également déployé des effectifs pour aider les autorités civiles de Terre-Neuve-et-Labrador dans le cadre de l'opération Lama après le passage de l'ouragan Igor en septembre 2010. En 2011, il a déployé des troupes au Québec dans le cadre de l'opération Lotus et au Manitoba dans le cadre de l'opération Lustre pour aider à lutter contre les inondations et apporter du secours humanitaire aux résidents des régions affectées,. Le 5 octobre 2012, le Commandement Canada a fusionné avec le Commandement de la Force expéditionnaire du Canada et le Commandement du soutien opérationnel du Canada pour former le Commandement des opérations interarmées du Canada.

## Devise et symboles
La devise du Commandement Canada est Protegimus et Defendimus qui signifie « Protéger et défendre » en latin. L'insigne du commandement est composé de deux dragons se faisant face, l'un rouge sur fond blanc à gauche et l'autre blanc sur fond rouge à droite. Les dragons représentent la valeur et la protection. Les couleurs rouge et blanche sont les couleurs nationales en plus de représenter respectivement la force militaire et la paix. La version définitive du dessin de l'emblème a été réalisée par l'Autorité héraldique du Canada et approuvée officiellement par la gouverneure générale du Canada le 15 janvier 2007. Un drapeau a été inauguré le 20 juin 2008 pour le commandement. Il est sur fond blanc avec le drapeau canadien au canton (coin supérieur gauche) et les couleurs ainsi que les deux dragons de l'insigne au coin inférieur droit. Le Commandement Canada a adopté une marche introduite pour la première fois à l'inauguration du drapeau en 2008. Celle-ci est composée de parties des marches des dix provinces canadiennes, les trois territoires ne possédant pas de marche.